# Microrégion des Lacs
La microrégion des Lacs ou région des Lacs (comme elle est connue populairement) est une des microrégions de l'État de Rio de Janeiro appartenant à la mésorégion des Baixadas Littorales. Elle couvre une aire de 2 005 km2 pour une population de 464 138 habitants (IBGE 2005) et est divisée en sept municipalités autour des lagunes d'Araruama, Saquarema et Maricá.
La région a une forte attraction touristique locale et son économie repose aussi sur la production de sel et de minerais alcalins. Le principal accès routier en partant de do Rio de Janeiro est la Via Lagos.

## Microrégions limitrophes
- Bassin de São João
- Macacu-Caceribu
- Rio de Janeiro

## Municipalités[1]
- Araruama
- Armação dos Búzios
- Arraial do Cabo
- Cabo Frio
- Iguaba Grande
- São Pedro da Aldeia
- Saquarema